# 许志功
许志功（1945年—），河北昌黎人，中国人民解放军将领、中将军衔、教授。 
曾任国防大学副校长。是中共第十六届中央候补委员，第八届全国人大代表，第十一届全国政协常务委员，代表特别邀请人士，分入第五十五组。并担任提案委员会专委。